# 1444 en santé et médecine
| Années de la santé et de la médecine : 1441 - 1442 - 1443 - 1444 - 1445 - 1446 - 1447    |
| Décennies de la santé et de la médecine : 1410 - 1420 - 1430 - 1440 - 1450 - 1460 - 1470 |

Cet article présente les faits marquants de l'année 1444 en santé et médecine.

## Événements
- Fondation à Grignan, en Provence, d'un premier hôpital intra-muros qui est à l'origine de l'hôtel-Dieu de la Croix, devenu asile, pensionnat, école primaire de filles et dont les bâtiments abritent aujourd'hui la poste et la bibliothèque de la commune[1].
- Fondation par le pape Eugène IV et le roi Alphonse V de l'université de Catane en Sicile, où la médecine est enseignée dès l'origine[2].
- À l'initiative du duc Adolphe Ier, fondation à Clèves, en Allemagne, de l'Arme-Diener-Hof, maison d'aumône conçue pour « quatre anciens serviteurs de la cour ducale, pauvres et incapables de subvenir à leurs besoins[3] ».
- Alphonse le Magnifique, roi de Naples, sur le modèle institué dès 1429 par Jean II en Castille[4], nomme un premier protomedico (it) de Sicile, son médecin personnel, Jaume Quintana[5].

## Personnalités
- 1444-1446 : fl. Thomas Berthonel, docteur en médecine, établi à Toulouse[6].
- 1444-1461 : fl. Josse Bruninc, chirurgien au service du duc de Bourgogne et du comte de Charolais, assiste la comtesse Isabelle en 1457 à la naissance de Marie, très certainement parent de Jean (fl. 1461-1477) et de Laurent Bruninc († 1498), également chirurgiens[7].

## Naissances
- 1441 ou 1444[8] : Antonio de Nebrija (mort en 1522), historiographe du Roi catholique, auteur d'un Lexicon artis medicamentariae publié à Alcalá de Henares en 1518[9].
- 1444 ou 1448 : Antonio De Ferrariis (mort en 1517), médecin et humaniste italien, attaché à la cour de Ferdinand Ier à Naples, praticien à Gallipoli dans le Salento, et auteur de nombreux ouvrages dont un traité sur la goutte (De podagra[10]).

## Décès
- Antoine de Maglanis (né à une date inconnue), médecin de Guillaume de Challant, évêque de Lausanne, et d'Amédée VIII, comte de Savoie[6].
- Mossé de Pampelune (né à une date inconnue), médecin juif d'Avignon ; son fils ne pouvant lui succéder, il lègue ses livres de médecine à son petit-fils, Ferrussol, et à Isaac de Lattes, de Salon[11].
- Shimon ben Tsemah Duran (né en 1361), philosophe, astronome, mathématicien et médecin juif d'origine provençale, né à Palma et réfugié à Alger, ayant pratiqué la médecine dans l'une et l'autre de ces villes, et devenu rabbin de la deuxième[12],[13].